# Japanese: The Spoken Language
Pour les articles homonymes, voir JSL.
 (septembre 2014).
Si vous disposez d'ouvrages ou d'articles de référence ou si vous connaissez des sites web de qualité traitant du thème abordé ici, merci de compléter l'article en donnant les références utiles à sa vérifiabilité et en les liant à la section « Notes et références ».
 (septembre 2014).
- Si vous ne connaissez pas le sujet, laissez ce bandeau (vous pouvez alors contacter les auteurs).
- Si vous supprimez le contenu mis en cause (vous pouvez préalablement contacter les auteurs),

argumentez précisément cette suppression dans la page de discussion
(un manque de référence n'est pas un argument ; une recherche réelle de référence doit avoir été effectuée, être formellement documentée).
La méthode JSL est une méthode de romanisation du japonais créée par l'auteur Eleanor Jorden pour son livre Japanese: The Spoken Language (1987), l'acronyme du titre formant JSL. En raison de sa relative complexité, elle n'est que très peu utilisée en dehors du cadre de l'enseignement.
La méthode JSL est conçue pour enseigner le japonais et donc suit la prononciation des kanas de près. Elle diffère de la méthode Kunrei par l'utilisation de voyelles doublées, plutôt que de macrons pour représenter les /o/ et les /u/ longs. Tōkyō et Ōsaka, par exemple, s'écrivent Tookyoo et Oosaka en JSL, alors qu'ils s'écrivent respectivement とうきょう et おおさか en hiraganas. En outre, on représente le ん (n syllabique) par un « n » avec un macron, pour éviter d'écrire n et parfois n', si une voyelle ou un « y » le suit, comme dans d'autres systèmes.
La transcription JSL maintient un lien très étroit avec la prononciation japonaise et fait correspondre un symbole à chaque phonème japonais (à l'exception du coup de glotte entre deux consonnes). Cela signifie qu'elle part souvent de l'orthographe japonaise. Par exemple, おう devient oo qui indique un /o/ long, mais ou indique deux voyelles distinctes, comme dans omou pour 思う (おもう). Elle distingue aussi un g utilisé pour marquer la consonne /ɡ/ (toujours dur, comme dans guitare) et un g macron, ḡ, qui est utilisé où certains locuteurs prononcent le même son /ɡ/ et d'autres un son similaire au /ŋ/ anglais (comme dans singer). Les particules は et へ sont transcrites wa et e conformément à leur prononciation. Toutefois, comme les autres méthodes, la JSL ne distingue pas les allophones en japonais qui sont des phonèmes différents dans d'autres langues.
La méthode JSL permet d'indiquer la hauteur de chaque more. Un accent aigu (´) sur une voyelle désigne la première more accentuée, un accent grave (`) la dernière more accentuée, et un accent circonflexe dénote la seule more accentuée du mot. Dans ce système, 日本 (« Japon ») s'écrit nihôn et 二本 (« deux bouteilles ») s'écrit nîhon. C'est pourquoi il faut utiliser des voyelles doublées au lieu de macrons pour noter les voyelles longues.